# Drapeaux des fiertés

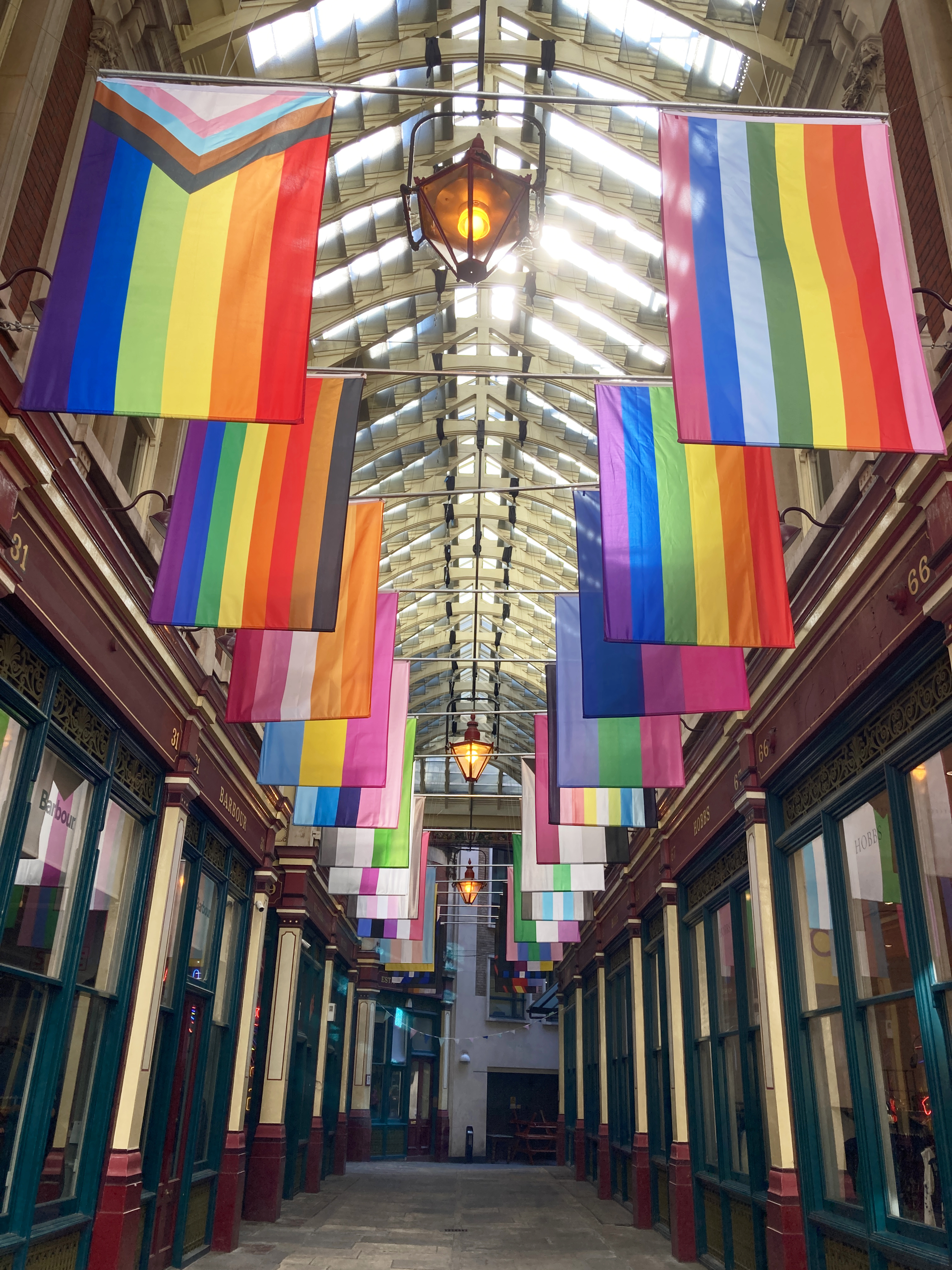
Une collection de drapeaux de fierté accrochés au marché de Leadenhall à Londres, 2021.

Un drapeau de la fierté est tout drapeau qui représente une partie ou l'ensemble de la communauté LGBT. Les termes « drapeau LGBT » et « drapeau queer » sont souvent utilisés de manière interchangeable.
Les drapeaux de la fierté peuvent représenter diverses orientations sexuelles, orientations romantiques, identités de genre, sous-cultures et objectifs régionaux, ainsi que la communauté LGBTQ dans son ensemble . Le drapeau arc-en-ciel, qui représente l’ensemble de la communauté LGBT, est le drapeau de la fierté le plus utilisé.
De nombreuses communautés ont adopté des drapeaux distincts, la majorité d’entre elles s’inspirant du drapeau arc-en-ciel. Ces drapeaux sont souvent créés par des designers amateurs et gagnent ensuite du terrain en ligne ou au sein d'organisations affiliées, atteignant finalement un statut semi-officiel en tant que représentation symbolique de la communauté. Généralement, ces drapeaux intègrent une gamme de couleurs qui symbolisent différents aspects des communautés associées. 

## Exemples notables

### Drapeau arc-en-ciel
Gilbert Baker a conçu le drapeau arc-en-ciel de la fierté pour la célébration de la Journée de la liberté gay de San Francisco en 1978.  Le drapeau a été conçu comme un « symbole d'espoir » et de libération, et une alternative au symbolisme du triangle rose utilisé par les nazis.  Le drapeau ne représente pas un véritable arc-en-ciel. Les couleurs de l’arc-en-ciel sont plutôt représentées sous forme de bandes horizontales, avec le rouge en haut et le violet en bas. Il représente la diversité des queers du monde entier. Dans la version originale en huit couleurs, le rose représentait la sexualité, le rouge la vie, l'orange la guérison, le jaune le soleil, le vert la nature, le turquoise l'art, l'indigo l'harmonie et le violet l'esprit. Une copie du drapeau original de plus de  6 mètres sur 9, à huit couleurs, a été réalisée par Baker en 2000 et installée dans le quartier de Castro à San Francisco. Il existe de nombreuses variantes du drapeau arc-en-ciel, y compris celles incorporant d'autres symboles LGBTQ comme le triangle ou le lambda.  En 2018, le designer Daniel Quasar a créé une version modifiée du drapeau de la fierté arc-en-ciel, incorporant des éléments d'autres drapeaux pour mettre l'accent sur l'inclusion et le progrès. Ce drapeau est connu sous le nom de drapeau de la fierté du progrès. En 2021, Valentino Vecchietti d'Intersex Equality Rights UK a redessiné le drapeau Progress Pride pour y intégrer le drapeau intersexe,.

### Aromantisme

Drapeau aromantique

Le drapeau de la fierté aromantique se compose de cinq bandes horizontales, qui sont (de haut en bas) vertes, vertes claires, blanches, grises et noires. Le drapeau a été créé par Cameron Whimsy en 2014. Les rayures vertes et vert clair représentent l'aromantisme et l'aro-spectre. La bande blanche représente l’importance et la validité des formes d’amour non romantiques, qui incluent l’amitié, l’attirance platonique et esthétique, les relations platoniques queer et la famille. Les rayures noires et grises représentent le spectre de la sexualité, qui va des aro-as (aromantiques asexuels) aux allosexuels aromantiques,.

### Asexualité

Drapeau asexuel

Le drapeau de la fierté asexuelle se compose de quatre bandes horizontales : noire, grise, blanche et violette de haut en bas,. Le drapeau a été créé par un groupe d'utilisateurs du Réseau de visibilité et d'éducation asexuelles en août 2010, dans le cadre d'un effort communautaire visant à créer et à choisir un drapeau,. La bande noire représente l'asexualité ; la bande grise représente les asexuels et les demisexuels gris ; la bande blanche représente les alliés ; et la bande violette représente la communauté,.

### Bisexualité

Drapeau de la fierté bisexuelle

Introduit le 5 décembre 1998, le drapeau de la fierté bisexuelle a été conçu par l'activiste Michael Page pour représenter et accroître la visibilité des personnes bisexuelles dans la communauté LGBT et la société dans son ensemble. Page a choisi une combinaison de couleurs Pantone Matching System (PMS) magenta (rose), lavande (violet) et royal (bleu).  Le drapeau rectangulaire fini se compose d'une large bande rose en haut, d'une large bande bleue en bas et d'une étroite bande violette au centre.
Page a décrit la signification des couleurs comme suit : « La couleur rose représente l'attirance sexuelle envers le même sexe uniquement (gay et lesbienne), le bleu représente l'attirance sexuelle envers le sexe opposé uniquement (hétérosexuel) et la couleur violette qui en résulte représente l'attirance sexuelle envers les deux sexes (bisexuel). ». Il a également décrit la signification du drapeau en termes plus profonds, déclarant : « La clé pour comprendre le symbolisme du drapeau de la fierté bisexuelle est de savoir que les pixels violets se fondent imperceptiblement dans le rose et le bleu, tout comme dans le « monde réel » où les personnes bisexuelles se fondent imperceptiblement dans les communautés gay/lesbienne et hétérosexuelle. »,.

Le symbole biangles de la bisexualité, conçu par l'artiste Liz Nania, dont Michael Page a déclaré avoir repris les couleurs et le chevauchement pour le drapeau de la fierté bisexuelle qu'il a créé.

Page a déclaré qu'il avait pris les couleurs et le chevauchement du drapeau à partir du symbole biangles de la bisexualité,. Le symbole du triangle bleu et rose superposé est le symbole biangle de la bisexualité et a été conçu par l'artiste Liz Nania alors qu'elle co-organisait un contingent bisexuel pour la deuxième marche nationale sur Washington pour les droits des lesbiennes et des gays en 1987,. La conception des biangles a commencé avec le triangle rose, un insigne de camp de concentration nazi qui est devenu plus tard un symbole de libération gay représentant l'homosexualité. L'ajout d'un triangle bleu contraste avec le rose et représente l'hétérosexualité. Les deux triangles se chevauchent et forment la lavande, qui représente l'aspect « queer de la bisexualité », faisant référence à la Lavender Menace.

### Hommes homosexuels
Différents drapeaux des fiertés ont été utilisés pour symboliser les hommes homosexuels. Les drapeaux arc-en-ciel sont utilisés depuis 1978 pour représenter à la fois les hommes homosexuels puis la communauté LGBT dans son ensemble. Depuis les années 2010, divers designs ont été proposés pour représenter spécifiquement la communauté masculine gay.

### Intersexe

Drapeau intersexe

Le drapeau intersexe a été créé par Morgan Carpenter d'Intersex Human Rights Australia en juillet 2013 pour créer un drapeau « qui n'est pas dérivé, mais qui est pourtant fermement ancré dans le sens ». L'organisation décrit le cercle comme « ininterrompu et sans ornement, symbolisant la plénitude, la complétude et nos potentialités. Nous luttons toujours pour l'autonomie corporelle et l'intégrité génitale, et cela symbolise le droit d'être qui nous voulons et comme nous le souhaitons »,,.

### Lesbienne

Variante du drapeau lesbien à cinq bandes

Aucun modèle unique de drapeau de la fierté lesbienne n’a été largement adopté. Il en existe cependant de nombreux populaires.
Le drapeau lesbien de Labrys a été créé en 1999 par le graphiste Sean Campbell et publié en juin 2000,. Le dessin représente un labrys, un type de hache à double tête, superposé sur un triangle noir inversé, sur fond violet. Parmi ses fonctions, le labrys représente une arme utilisée par les Amazones de la mythologie,. Dans les années 1970, il a été adopté comme symbole d’autonomisation par la communauté féministe lesbienne. Les femmes considérées comme asociales par l'Allemagne nazie pour ne pas se conformer à l'idéal nazi de la femme, qui incluait les femmes homosexuelles, étaient condamnées aux camps de concentration et portaient un badge en forme de triangle noir inversé pour les identifier. Certaines lesbiennes ont récupéré ce symbole à l'instar des hommes gays qui ont récupéré le triangle rose. De nombreuses lesbiennes ont également récupéré le triangle rose bien que les lesbiennes n'aient pas été incluses dans le paragraphe 175 du code pénal allemand. La couleur violette a été associée aux lesbiennes via la poésie de Sappho.
Le drapeau lipstick lesbian a été introduit par Natalie McCray en 2010 dans le blog This Lesbian Life,. Le dessin contient un baiser rouge dans le coin gauche, superposé sur sept bandes composées de six nuances de couleurs rouge et rose et une barre blanche au centre,. Le drapeau lesbien rouge à lèvres représente les « femmes homosexuelles qui ont une expression de genre plus féminine », mais n'a pas été largement adopté. Certaines lesbiennes s'y opposent car elle n'inclut pas les lesbiennes butch, tandis que d'autres ont accusé McCray d'écrire des commentaires biphobes, racistes et transphobes sur son blog.
Le drapeau lesbien « rose » est dérivé du drapeau lesbien au rouge à lèvres, mais sans la marque de baiser. Le drapeau rose a été davantage utilisé comme drapeau de fierté lesbienne générale.
Le drapeau lesbien « orange-rose », inspiré du drapeau rose à sept bandes, a été introduit sur Tumblr par la blogueuse Emily Gwen en 2018,. Les couleurs comprennent l'orange foncé pour la « non-conformité de genre », l'orange pour « l'indépendance », l'orange clair pour la « communauté », le blanc pour les « relations uniques avec la féminité », le rose pour la « sérénité et la paix », le rose poudré pour « l'amour et le sexe » et le rose foncé pour la « féminité ». Une version à cinq bandes a rapidement été dérivée des couleurs de 2018.

### Non binaire

Drapeau non binaire

Le drapeau de la fierté non binaire a été créé en 2014 par Kye Rowan.  Chaque couleur de bande représente différents types d'identités non binaires : jaune pour les personnes qui s'identifient en dehors du genre binaire, blanc pour les personnes non binaires avec plusieurs genres, violet pour celles avec un mélange de genres masculin et féminin, et noir pour les personnes agender. 

### Pansexualité

Drapeau pansexuel

Le drapeau de la fierté pansexuelle a été introduit en octobre 2010 dans un blog Tumblr (« Drapeau de la fierté pansexuelle »),. Il comporte trois barres horizontales qui sont roses, jaunes et bleues,,. Le rose représente l'attirance pour les femmes, le bleu l'attirance pour les hommes et le jaune l'attirance pour tout le monde ; comme les identités de genre non binaires,,,.

### Transgenre

Drapeau transgenre

Le drapeau de la fierté transgenre a été conçu par la femme transgenre Monica Helms en 1999. Il a été exposé publiquement pour la première fois lors d'un défilé de la fierté à Phoenix, en Arizona, aux États-Unis, en 2000. Il a été hissé sur un grand mât public dans le quartier de Castro à San Francisco à partir du 19 novembre 2012, en commémoration de la Journée du souvenir transgenre. Le drapeau représente la communauté transgenre et se compose de cinq bandes horizontales : deux bleu clair, deux roses, avec une bande blanche au centre. Helms a décrit la signification du drapeau comme suit : « Les rayures en haut et en bas sont bleu clair, la couleur traditionnelle des bébés garçons. Les rayures à côté sont roses, la couleur traditionnelle des bébés filles. La rayure blanche est destinée aux personnes non binaires, qui se sentent sans genre. Ce motif est tel que, quelle que soit la façon dont on le porte, il est toujours correct, signe que nous trouvons la justesse dans nos vies. ». 
Philadelphie est devenue le premier comté des États-Unis à hisser le drapeau de la fierté transgenre en 2015. Il a été hissé à l'hôtel de ville en l'honneur de la 14e conférence annuelle sur la santé trans de Philadelphie et est resté à côté des drapeaux des États-Unis et de la ville de Philadelphie pendant toute la durée de la conférence. Le maire de l'époque, Michael Nutter, a prononcé un discours en l'honneur de l'acceptation de la communauté trans à Philadelphie. 